# Przejście graniczne Skandawa-Żeleznodorożnyj

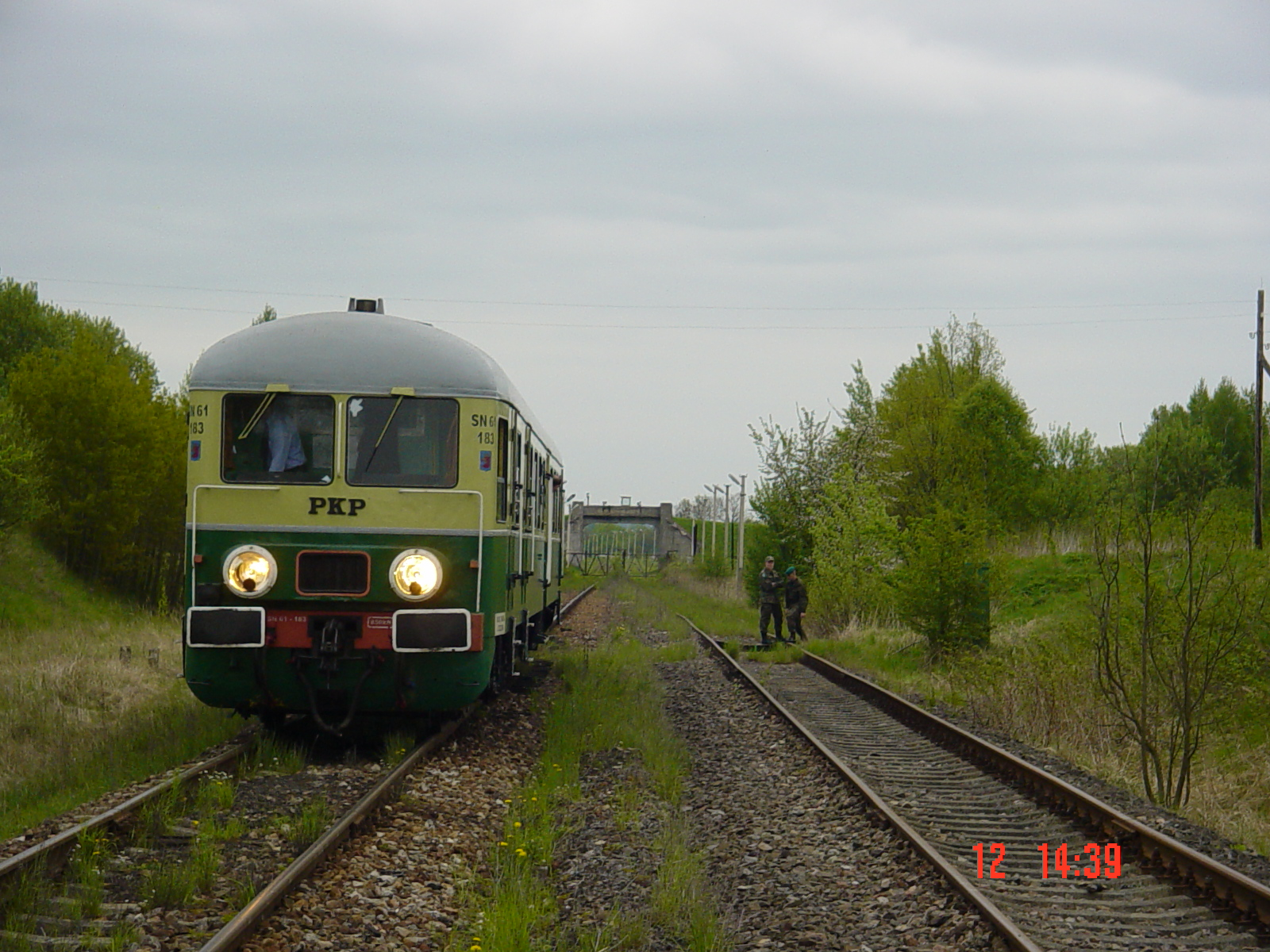
Spalinowy zespół trakcyjny SN61 na polskiej stronie przejścia w 2003 r.

Przejście graniczne Skandawa-Żeleznodorożnyj – polsko-rosyjskie kolejowe przejście graniczne położone w województwie warmińsko-mazurskim, w powiecie kętrzyńskim, w gminie Barciany, w miejscowości Skandawa.
Przejście graniczne Skandawa-Żeleznodorożnyj powstało dzięki umowie między Rządem Rzeczypospolitej Polskiej a Rządem Federacji Rosyjskiej. Czynne jest przez całą dobę. Dopuszczony jest ruch towarowy międzynarodowy polsko-rosyjski z wyjątkiem towarów wwożonych do Polski podlegających kontroli fitosanitarnej. 12 marca 2000 r. nastąpiło zamknięcie dla ruchu pasażerskiego odcinka Skandawa-Żeleznodorożnyj. Przejście graniczne obsługuje Placówka Straży Granicznej w Barcianach.
W okresie istnienia Związku Radzieckiego funkcjonowało w tym miejscu polsko-radzieckie kolejowe przejście graniczne Skandawa. Dopuszczony był ruch towarowy. Następnie rozszerzono o ruch osobowy.